# Eric Fletcher Waters
Eric Fletcher Waters (Surrey, 12 de março de 1913 — Anzio, 18 de fevereiro de 1944) foi um oficial britânico do 8º Batalhão dos Fuzileiros Reais, morto durante a Segunda Guerra Mundial. Era pai de Roger Waters, baixista e compositor  da banda Pink Floyd e as circunstâncias de sua morte prematura tiveram significativa influência sobre as composições do filho. 

## Biografia
Eric  Waters nasceu em 12 de março de 1913 em Surrey, Inglaterra, e foi para a escola em Bishop Auckland, County Durham, antes de ganhar uma bolsa de estudos para a Durham University. Ele e sua esposa Mary tiveram dois filhos, Roger e John. Apesar de ser  comunista e pacifista, Eric foi lutar na Segunda Guerra Mundial, servindo a Companhia Z do 8º Batalhão de Fuzileiros Reais, no qual ele recebeu o posto de Tenente. Eric foi declarado perdido ou presumidamente morto no dia 18 de fevereiro de 1944, durante a Operação Shingle ou Batalha de Anzio, e é lembrado no painel 5 do Cassino Memorial, na comuna de Cassino, Itália. No painel, informa-se  que o seu corpo nunca foi encontrado. Roger era então um bebê de cinco meses.  Pouco se sabe sobre Eric Waters, exceto pelas composições de Roger - tais como a canção "When The Tigers Broke Free", gravada pelo Pink Floyd e que conta a história de Eric Fletcher Waters. Canções escritas por Roger Waters para The Final Cut, álbum de 1983 do Pink Floyd,  também são dedicadas ao pai que ele não conheceu. Na canção "The Post War Dream", Roger canta: "Was it for this that Daddy died?". Em "The Fletcher Memorial Home", Roger fala dos "incuráveis tiranos" (nomeando Ronald Reagan, Alexander Haig, Menachem Begin, Ian Paisley, Leonid Brezhnev, Joseph McCarthy e Richard Nixon). 
Em 18 de fevereiro de 2014, Roger Waters foi a Anzio, onde recebeu a cidadania honorária e inaugurou a  estela dedicada a seu pai..